# Парнах, Валентин Яковлевич
Валенти́н Я́ковлевич Парна́х (15 [27] июля 1891, Таганрог — 29 января 1951, Москва) — русский советский поэт и переводчик, музыкант, танцор, хореограф. Основатель парижской литературной группы «Палата поэтов», пионер советского джаза. Первое выступление его экспериментального джаз-банда 1 октября 1922 года принято считать днём рождения джаза в СССР.

## Детство. Таганрог
Валентин Парнах (настоящая фамилия Парно́х) родился 27 июля 1891 года в Таганроге в зажиточной еврейской семье. Отец, Яков Соломонович (Зельманович) Парнох (1857—1912), был провизором, владельцем аптеки и довольно состоятельным человеком, членом городской Думы и потомственным почётным гражданином; по семейному преданию, его предки в XV веке после изгнания евреев из Испании бежали на восток и в середине XIX века осели в городе на Азовском море. Дед, Залман Кушелевич Парнох, был с 1865 года попечителем еврейского молитвенного дома в Таганроге.
Мать — Александра Абрамовна Идельсон-Парнох (урождённая Идельсон, 1857—1895), из могилёвской купеческой семьи, выпускница организованных в Петербурге женских врачебных курсов (1883), в 1883—1885 годах — ординатор Еврейской больницы в Ростове. Это был седьмой выпуск 19 женщин-врачей, среди которых была и Александра Идельсон, одна из первых женщин, получивших диплом врача в России. Дед, Абрам-Мовша Менделевич Идельсон, занимался почтовыми перевозками в Могилёвской губернии. Брат матери, Исаак Абрамович Идельсон (1865—?), был военным врачом, а с 1899 года практиковал в Санкт-Петербурге.

Мать В. Я. Парноха скоропостижно скончалась от перитонита 22 апреля 1895 года в Харькове. С 1900 года детей воспитывала мачеха — Александра Иосифовна Левенсон, которая в 1903 году стала матерью четвёртого ребёнка в семье (дочери Алисы). Кроме единокровной сестры Алисы, у Валентина были две родные сестры: София и сестра-близнец Лизавета (обе впоследствии стали поэтессами). 
В 9 лет Валентин Парнах написал своё первое стихотворение. Оно начиналось словами: «Мойсей, о, если б ты увидел / Позор народа своего …». С золотой медалью окончил таганрогскую мужскую гимназию. В гимназии, в отличие от своих товарищей, с удовольствием учил латынь и другие языки, французским владел с детства. В дальнейшем освоил языки немецкий, испанский и португальский.

## Учёба в университете
В 1910 году был принят в Санкт-Петербургский университет на юридический факультет в числе 45 евреев, «положенных» на всю Россию согласно процентной норме. Учился сначала на юридическом факультете, затем на романском отделении историко-филологического факультета. Одновременно с учёбой успевал заниматься музыкой под руководством М. Ф. Гнесина и драматическим искусством в студии В. Э. Мейерхольда. По рекомендации А. Блока стихи Парнаха были опубликованы в журнале В. Мейерхольда «Любовь к трём апельсинам» (№ 3, 1914), позднее там же было напечатано его эссе о танцах.

## Путешествия
Не ранее 4 июня 1915 года через Стокгольм и Лондон выехал во Францию, где прожил около 6 лет. Путешествовал по Аравии и Палестине, Испании, Египту и Сицилии, искал и изучал следы древней и средневековой еврейской культуры, а в европейских библиотеках и архивах открыл пласт поэзии, созданной жертвами инквизиции, главным образом евреями, писавшими на испанском и португальском языках.
В Париже был близок с Ильёй Эренбургом, входил вместе с Довидом Кнутом, А. Гингером, Б. Поплавским в созданную им русскую литературную группу «Палата поэтов», печатал многочисленные статьи, переводы и эссе в периодических изданиях французского авангарда. 10 июня 1921 года В. Парнах выступил в парижской галерее «Монтень» с танцем «Чудесная домашняя птица» («Чудесная дичь»/«La Volaille miraculeuse») на вечере дадаистов в рамках Салона Дада, устроенного Франсисом Пикабиа и Тристаном Тцара. 21 октября того же года Парнах выступил в парижском кафе «Хамелеон» в программе вечера, организованного Сергеем Шаршуном. В ноябре 1921 года Валентин Парнах сыграл главную мимическую роль в синкретической драме-буфф «Театр ужасов», которую поставил в «Передвижном Театре на Столах» в Париже его старый знакомый по Ростову Павел Вейсбрём-Куклимати.
Первые стихотворные книги Парнаха вышли в Париже, их иллюстрировали Наталия Гончарова и Михаил Ларионов, а одну из них предварял портрет автора работы Пабло Пикассо. Парнах переводил на русский язык произведения Ш. Бодлера, П. Верлена, А. Рембо, Ф. Пикабиа, Н. Гарнье, В. Ларбо, Ж. Сюпервьеля, Б. Сандрара, Ж. Кокто, Т. Тцара, Л. Арагона, С. Арно, Ж. Рибмон-Дессеня — с французского; П. де Кальдерона, Л. де Гонгоры, Ф. Г. Лорки, Р. Альберти — с испанского; Л. де Камоэнса — с португальского; И. В. Гёте, Н. Ленау, И. Р. Бехера, Р. Гюльзенбека, Х. Арпа, М. Эрнста — с немецкого; Я. Ивашкевича — с польского. Переводил на французский язык стихи А. С. Пушкина.

## Пионер советского джаза
В июле 1921 года в модном парижском кафе «Трокадеро» Парнах впервые слышит джаз в исполнении «Джазовых королей Луиса Митчелла». Эта музыка его потрясла. Во второй половине августа 1922 года вернулся в Россию, привезя с собой комплект инструментов для джаз-банда. Объявление о его прибытии газета «Известия» в конце августа поместила на первой странице: «В Москву приехал Председатель Парижской палаты поэтов Валентин Парнах, который покажет свои работы в области новой музыки, поэзии и эксцентрического танца, демонстрировавшиеся с большим успехом в Берлине, Риме, Мадриде, Париже». Поначалу поселился в левом флигеле писательского общежития Дома Герцена на Тверском бульваре, у Осипа и Надежды Мандельштам, которые добились выделения ему там же отдельной комнаты. До 1924 года они были соседями: в комнаты семьи Мандельштам можно было попасть только через комнату Парнаха.
Парнах первым в России написал по-русски слово «джаз» («По-немецки — яц, по-французски — жаз, по-английски — джаз» — написал Парнах в 1922 году в берлинском русскоязычном журнале «Вещь», который издал Илья Эренбург). Закупив за границей полную экипировку для джаз-банда — банджо, саксофон, целую ударную установку с ножной педалью, наборы сурдин, всевозможные диковинные шумовые инструменты — создаёт в Москве ансамбль, называемый «Первый в РСФСР эксцентрический оркестр джаз-банд Валентина Парнаха».
Первый концерт состоялся в Москве 1 октября 1922 года в час дня на сцене Центрального техникума театрального искусства (позже — ГИТИС) в Малом Кисловском переулке. Билеты стоили от полутора до десяти миллионов рублей. На рояле в ансамбле Парнаха играл будущий знаменитый киносценарист Евгений Габрилович, на ударных — актёр Александр Костомолоцкий. Саксофонист — бывший полковой музыкантский воспитанник Мечислав Капрович, контрабасист — Сергей Тизенгайзен. Габрилович вспоминал, что оркестр изобиловал экзотическими ударными, а также включал редкий инструмент флексатон. Именно этот концерт послужил отправной точкой российского джаза, и спустя 60 лет советские музыканты стали отмечать 1 октября как День рождения российского джаза. В декабре 1922 года состоялся второй концерт, на этот раз в Доме печати (ныне — Дом журналиста). В апреле 1923 года оркестр дал концерт в Ассоциации художников, поэтов, актёров и музыкантов «Странствующий энтузиаст».
«Джаз-банд» Парнаха впервые участвовал в государственных торжествах (карнавальный парад на Всероссийской сельскохозяйственной и кустарно-промышленной выставке в Москве (1923), «чего до сих пор не было на Западе», комментировала пресса это событие. Летом 1924 года «Джаз-банд» Парнаха играл для делегатов V конгресса Коминтерна. Наряду с боевиками «Japanese Sandman» Ричарда Уайтинга, «For Me And My Gal» Джорджа Мейера, «Chong» Харолда Уикса, популярной песенки «Sunflower» были исполнены ещё и фрагменты из музыки Дариюса Мийо к балету «Бык на крыше».

## Театр и поэзия
Вернувшись в Россию, заведовал музыкальной и хореографической частью в театре В. Мейерхольда (спектакль «Даёшь Европу!»). По приглашению С. Эйзенштейна в том же году Парнах преподавал хореографию в драматической студии Первого рабочего театра Пролеткульта.
«Эксцентрический оркестр под управлением Валентина Парнаха» в кинотеатре на Малой Дмитровке (ныне — здание Театра им. Ленинского Комсомола) исполнял и хиты того времени, и экспериментальные произведения модернизма (например, сюиту Д. Мийо из балета Жана Кокто «Бык на крыше»). Ансамбль Парнаха с успехом участвовал в мейерхольдовских постановках «Великодушный рогоносец» и «Д. Е.» («Даёшь Европу»), исполняя по ходу «популярные фокстротты и шимми». В спектакле «Человек-масса» Валентин Парнах поставил для молодого актёра Игоря Ильинского «Танец банкиров на бирже».
В 1925 году в Москве за счёт автора был издан первый и единственный в советский период сборник стихов В. Парнаха «Вступление к танцам».
По мнению историка Алексея Баташева, глагол заколебать введён в русский язык Валентином Парнахом:
Как стройно пальцами я щёлкаю,
Шёлк нот меня заколебал.
Я изогнусь иглою колкою,
Я сам — оркестр и дрожь цимбал.ст. «Весёлый мим», 1915—1918
Однако заколебать у Парнаха означает всего лишь «начать колебаться», а в этом значении глагол известен в русском языке, по крайней мере, с начала XIX века. Этот глагол есть у Валерия Брюсова в стихотворении 1903 года «В зеркале»: «Страшное беспокойство заколебало мою сонную душу».
С конца 1925 года по конец 1931 года Валентин Парнах жил во Франции. Уехав в Париж, он оставался сотрудником театра Мейерхольда, готовя для него культурную информацию. В июне 1931 года вернулся в СССР, так как во Франции, по его словам, «было трудно свести концы с концами».
В 1934 году в СССР вышла в свет книга В. Парнаха «Испанские и португальские поэты — жертвы инквизиции».
Женился на Екатерине Классон, дочери инженера-нефтяника, которая в 1930 году работала секретарём «Цеха живописцев» (до его закрытия). В 1936 году у них родился сын Александр.

## Зрелые годы
В 1941 году он попал в эвакуацию в Чистополь, вместе с Мариной Цветаевой. Парнах волею случая становится свидетелем трагического для Марины эпизода: он и Цветаева одновременно пытаются устроиться работать за пропитание в литфондовской столовой, и Парнаха, в отличие от Цветаевой, берут — стоять на дверях.
В 1949 году В. Парнаху удалось опубликовать книгу поэта эпохи Возрождения Агриппы д’Обинье. Стихи д’Обинье, обличающие забвение христианских заповедей, Парнах выдал за антирелигиозные и выпустил отрывки из его «Трагических поэм» вместе с прозой (мемуарами поэта). Борис Пастернак отозвался о переводах Парнаха как об «очень удачных», а часть их назвал «превосходными по силе, выразительности и точности».
Умер В. Я. Парнах 29 января 1951 в Москве. Прах захоронен в колумбарии на Новодевичьем кладбище (секция 100); позже в той же нише был захоронен прах его сестры-близнеца Елизаветы Яковлевны Тараховской. Проститься с Валентином Яковлевичем на похоронах посчитали своим долгом Фаина Раневская, Илья Эренбург, Михаил Гнесин, Леонид Утёсов, Дмитрий Шостакович и многие другие деятели культуры.
Григорий Козинцев написал в некрологе «Смерть жирафовидного истукана»: «Поиски материалов исступленной поэзии XVI века и джаз. Соединение, возможное только для той эпохи. Луис де Гонгора и саксофон. Интеллигенция всегда куда-то ходит. В народ, в монастырь, в себя. Печорин и Парнах».

## Культурное влияние
- В 2006 году рок-группа «Сурганова и оркестр» включила в свой альбом «КругоСветка» песню «Дождь» на стихи Федерико Гарсиа Лорки в переводе В. Парнаха.
- В октябре 2012 года в Москве была проведена серия мероприятий, посвящённых 90-летию российского джаза и основателю первого отечественного джазового оркестра Валентину Парнаху[24]. В рамках юбилейного вечера, состоявшегося в московской «Галерее на Чистых прудах», был продемонстрирован документальный фильм «Валентин Парнах: не здесь и не теперь» (реж. Михаил Басов), мультимедийный арт-проект «Полиэтиленовая пляска» (Ю. Фесенко, М. Басов)[25]. 7 октября фильм «Валентин Парнах: не здесь и не теперь» был продемонстрирован в клубе Алексея Козлова[26].

## Память
- На праздновании 60-летия советского джаза А. Н. Баташев, которые впервые в своей монографии «Советский джаз» (1972) упомянул и первый концерт 1 октября 1922 года и впервые назвал фамилию его организатора, собрал ансамбль, который сыграл одну из пьес Джазбанда Парнаха.
- 1 октября 2002 года в час пополудни, впервые через 80 лет, на сцене ГИТИСа Алексей Баташев вновь собрал возрожденный Джазбанд Валентина Парнаха в составе: Лев Лебедев (старинный саксофон, кларнет), Евгений Крючков (скрипка), Борис Рукинглуз (тромбон), Андрей Родионов (банджо), Борис Назаревский (контрабас и барабан), Борис Савельев (ударные и шумовые), Левон Оганезов (рояль). 3 октября 2002 года в том же составе этот ансамбль на сцене Зала имени Чайковского в рамках Фестиваля, организованного Баташевым, «Российскому джазу — 80» сыграл четыре пьесы из репертуара «Первого в Р.С.Ф.С.Р. эксцентрического оркестра джаз-банда Валентина Парнаха», стихи Парнаха читал Илья Рутберг[27][28].
- В 1990-е годы в Таганроге существовал Клуб любителей джаза им. Валентина Парнаха[29].
- В 2011 году выпущен фильм «Валентин Парнах: не здесь и не теперь». Таганрог, 2011. Реж. Михаил Басов, комп. Роман Столяр[30].
- В марте 2012 года городской Думой Таганрога было принято решение о создании муниципального Таганрогского джазового оркестра им. Валентина Парнаха[31]. Первый концерт-презентация Таганрогского джазового оркестра им. Валентина Парнаха состоялся 19 апреля 2013 года в Городском доме культуры Таганрога[29]. В программу первого концерта вошли популярные произведения Дюка Эллингтона, Каунта Бейси, Гордона Гудвина[29].
- 24 ноября 2012 года в Таганроге на фасаде родительского дома семейства Парнохов (ул. Александровская, 62) при большом стечении публики была торжественно открыта мемориальная доска[32]. Текст доски гласит: «В этом доме провели детские и юношеские годы представители талантливого семейства Парнох: София Парнок (1885—1933) поэт, переводчик, литературный критик; Валентин Парнах (1891—1951) поэт, переводчик, танцор, создатель первого отечественного джазового оркестра; Елизавета Тараховская (1891—1968) поэт, переводчик, автор детских стихов и сказок»[33].
- В марте 2013 года в Таганрогской музыкальной школе им. П. И. Чайковского был проведён Городской фестиваль эстрадной и джазовой музыки им. В. Парнаха[34][35].
- 27 июля 2016 года в честь 125-летия Валентина Парнаха был проведён вечер в Таганрогском краеведческом музее[36]. Присутствующим был продемонстрирован документальный фильм Михаила Басова «Валентин Парнах: не здесь и не теперь»[36].
- В августе 2020 года в Таганроге персональной выставкой художника Алексея Яковлева «Последняя ночь августа» была открыта частная художественная галерея «Переулок Парнаха»[37].
- В мае 2022 года в Таганроге в рамках XV Чеховского книжного фестиваля была проведена презентация сборника произведений Валентина Парнаха и Елизаветы Тараховской «Зеркальная душа»[38]. Также в рамках этого фестиваля Таганрогский муниципальный джазовый оркестр дал концерт под названием «Парнах-джаз»[38].

## Семья
- Отец — Яков Соломонович Парнох (1853—1912), провизор, владелец аптеки, член таганрогской городской Думы, потомственный почётный гражданин.
- Сестра — София Яковлевна Парнок (1885—1933), поэтесса, переводчица.
- Сестра — Елизавета Яковлевна Тараховская (1891—1968), поэтесса, переводчик.
- Жена — Екатерина Робертовна Классон (1901—1980), художник, искусствовед, переводчик; дочь инженера-технолога и изобретателя Роберта Эдуардовича Классона (1868—1926) — одного из крупнейших российских энергетиков своего времени.
  - Сын — Александр Валентинович Парнах (род. 1936), переводчик. Невестка — Тамара Ивановна Парнах (род. 1938, научный сотрудник ЦНИХБИ. Внук — Максим Александрович Парнах (род. 1957), художник, педагог.
- Двоюродная сестра — Татьяна Адольфовна Аронович (урождённая Идельсон; 1902—?), живописец, член Союза художников СССР[39].

## Дополнительные факты
- Начав литературную деятельность, София и Валентин Парно́х решили модифицировать свою фамилию. София придала ей более «европейское» звучание, в то время как Валентин, интересовавшийся своими еврейскими корнями, изменил её в соответствии с сефардским произношением.
- Фигура Парнаха частично послужила прототипом Парно́ка (так Парнах подписывался под ранними публикациями) — героя повести Осипа Мандельштама «Египетская марка» (1928).
- Валентин Парнах снимался в эпизоде знаменитой музыкальной комедии Григория Александрова «Веселые ребята» (в титрах не указан)[30]. Этот факт удалось установить в 2011 году режиссёру Михаилу Басову в процессе работы над фильмом «Валентин Парнах: не здесь и не теперь».

### Книги
- Le quai (Набережная) [2 рис. М. Ларионова]. — Париж: Б. и., 1919. — 15 с.
- Самум [3 рис. Н. С. Гончаровой]. — Париж: Б. и., 1919. — 45 с.
- Словодвиг (Mot dinamo). Стихи [8 ил. Н. С. Гончаровой; обл. и 7 ил. М. Ф. Ларионова]. — Париж: La Cible, 1920.
- Карабкается акробат [Портр. авт. раб П. Пикассо, рис. Л. Гудиашвили]. — Париж: Изд-во «Франко-русская печать», 1922. — 64 с.
- Вступление к танцам. Избр. стихи [Портр. авт. раб П. Пикассо]. — М.: Ржевская тип. УИКа, 1925. — 82 с.
- Антология авангардной эпохи. Россия. Треть XX века. Поэзия. — Нью-Йорк—СПб: Глагол, 1995. — 380 с.
- Парнах В. Жирафовидный истукан: 50 стихотворений, переводы, очерки, статьи, заметки. — М.: Пятая страна, Гилея, 2000. — 222 с., 1 500 экз. — ISBN 5-901250-01-X.
- Парнах В. Я. История танца (по изданию 1932 года, перевод с французского). — М.: Собраніе, 2012. — 150 с. — ISBN 5-902797-03-9[40].
- Парнах В. Три книги. — М.: Sam&Sam, 2012. — 276 с.[25]

### Публикации
- Парнах В. Я. Стихотворения // Строфы века. Антология русской поэзии. / Под. ред. Е. Евтушенко. — М.: Полифакт, 1999. — 350 с. — ISBN 5-89356-006-X.
- Парнах В. Я. Стихотворения // От символистов до обэриутов. Поэзия русского модернизма. Антология. В 2 кн. Кн 1. — М.: Эллис Лак, 2001. — 704 с. — ISBN 5-88889-047-2.
- Парнах В. Я. ПАНСИОН МОБЕР. Воспоминания // ДИАСПОРА: НОВЫЕ МАТЕРИАЛЫ. Том VII — СПб: Феникс—ATHENAEUM, 2005. — С. 7-91.
- Парнах В. Я. Стихотворения // Таганрог в литературе / Сост. И. М. Бондаренко. — Таганрог: Лукоморье, 2007. — С. 194—195. — ISBN 978-5-902450-11-5.
- Джаз-банд и самый левый театр. Письма В. Я. Парнаха Вс. Э. Мейерхольду (1922—1930). Публ., вст. ст. и коммент. О. Н. Купцовой // Документы и факты из истории отечественного театра XX века. Вып. 4 / Ред.-сост. В. В. Иванов. — М.: Индрик, 2009. — С. 819—841.
- «Мои танцы — эксцентрического характера…» Три танца Валентина Парнаха в спектаклях Мейерхольда: «Жирафовидный истукан», «Этажи иероглифов» и «Эпопея». Публ., вступ. статья и коммент. О. Н. Купцовой // Мнемозина. Документы и факты из истории отечественного театра XX века / Ред.-сост. В. В. Иванов. Вып. 6. М.: Индрик, 2014. С. 534—554.

### Переводы
- Испанские и португальские поэты, жертвы инквизиции. Стихотворения, сцены из комедий, хроники, описания аутодафэ, протоколы, обвинительные акты, приговоры / Собрал, пер., снабдил статьями, биографиями и примеч. В. Парнах. — М.—Л.: Academia, 1934. — 192 с.
- Агриппа д’Обинье. Трагические поэмы; Мемуары / Пер. В. Я. Парнаха; вступ. ст. Р. М. Самарина. — М.: Гослитиздат, 1949. — 152 с.
- Испанские и португальские поэты, жертвы инквизиции. Стихотворения, сцены из комедий, хроники, описания аутодафэ, протоколы, обвинительные акты, приговоры / Собрал, пер., снабдил статьями, биографиями и примеч. В. Парнах. — СПб: Гиперион, 2012. — 224 с. — ISBN 978-5-89332-184-5[41].

## Фильмография
- «Похождения Октябрины». Москва, 1924. Реж. Г. Козинцев, Л. Трауберг[42].
- «Весёлые ребята» (В титрах не указан). Мосфильм, 1934[30].